# Frank Albert Cotton
Frank Albert Cotton (ur. 9 kwietnia 1930 w Filadelfii, zm. 20 lutego 2007 w College Station) – amerykański chemik, profesor Texas A&M University. Autor ponad 330 publikacji z dziedziny chemii metaloorganicznej. Specjalista w dziedzinie chemii metali przejściowych.

## Życiorys
Uczęszczał do szkół publicznych, a następnie ukończył Drexel University i Temple University, gdzie w 1951 roku uzyskał tytuł BA. Następnie współpracował z sir Geoffreyem Wilkinsonem na Harvard University, gdzie uzyskał tytuł Ph.D. w 1955 roku. Wkrótce potem rozpoczął pracę naukową na Massachusetts Institute of Technology. Jego badania głównie skupiały się na halogenkach renu i dzięki temu odkrył poczwórne wiązania w jonie Re2Cl82-. W 1972 roku przeniósł się na Texas A&M University. Pełnił na nim funkcję dyrektora Laboratory for Molecular Structure and Bonding. Był członkiem National Academy of Sciences i American Chemical Society.
Zmarł w wyniku komplikacji po urazie głowy jakiego doznał w październiku 2006.

## Publikacje
- Chemical Applications of Group Theory (1990)
- Advanced Inorganic Chemistry (1998)
- Multiple Bonds Between Metal Atoms (1993)

## Nagrody
- National Medal of Science (1982)
- Priestley Medal (1998)
- Nagroda Wolfa (2000)